# All Lights Fucked on the Hairy Amp Drooling
All Lights Fucked on the Hairy Amp Drooling é o primeiro lançamento do músico canadense Efrim Menuck, com o uso do nome God Speed You! Black Emperor. Naquela época, a banda era composta apenas de Efrim Menuck, Mauro Pezzente e Mike Moya. Com um lançamento limitado de 33 cópias em cassete em dezembro de 1994, o álbum rapidamente caiu na obscuridade e foi considerado perdido pelos fãs da banda, muitas vezes descrito como o "Santo Graal do post-rock". Segmentos da fita vazaram online em 2013 e a gravação completa apareceu em 2022, após o qual Menuck relançou oficialmente o álbum no Bandcamp.

## Antecedentes
De acordo com uma entrevista de 1998 com Godspeed You! Black Emperor, o álbum foi publicado em cassete em 1994 e limitado a 33 cópias. Naquele momento, o grupo era composto apenas por Efrim Menuck, Mauro Pezzente e Mike Moya. Menuck diz que o lançamento limitado foi "porque era o que eu podia pagar" devido ao custo de seus encartes feitos à mão. De acordo com o Nashville Scene, "as fitas foram vendidas tão rapidamente quanto foram perdidas; não há relatos de cópias além das que a gravadora, Constellation Records, preservou", e a Constellation nunca relançou o álbum. Em 2013, a FACT comentou que o lançamento foi "considerado perdido para sempre pelos fãs da banda".
Quando perguntado sobre o assunto em uma entrevista em 2010, Menuck afirmou que All Lights é um álbum de rock vocal que tem pouca relação com o trabalho posterior da banda, e que ele "sempre espera que ele apareça [na internet], mas isso nunca acontece". Em outras entrevistas, Menuck afirmou que o álbum foi uma gravação em Portastudio de 4 faixas.
Menuck diz: "Eu estava com um grupo de pessoas e tínhamos um compromisso uns com os outros. Estávamos descobrindo como nos envolver com o mundo juntos. Essa era uma grande peça que faltava em minha vida, e nada disso teria acontecido se eu não tivesse feito essa pequena fita cassete."

## Reaparições

### 2013
Em 2013, um usuário do Reddit, que alegou ter comprado uma cópia da fita em Moncton, Novo Brunswick, fez o upload de fotos da caixa da fita cassete e das duas últimas músicas do lado A, "Random Luvly Moncton Blue(s)" e "Dadmomdaddy". A conta do usuário no Reddit foi excluída pouco tempo depois, levando alguns veículos de notícias a sugerir que a suposta redescoberta poderia ser outro hoax.

### 2022
Em 4 de fevereiro de 2022, um usuário do 4chan postou um link do Mega para o álbum inteiro no quadro de mensagens de música do site. O álbum foi carregado no YouTube pouco tempo depois pelo usuário "naskivik". A Constellation Records, gravadora do Godspeed You! Black Emperor, inicialmente se recusou a comentar sobre o áudio que vazou.
Em 14 de fevereiro de 2022, a banda lançou oficialmente o álbum em sua página do Bandcamp sem anúncio prévio, confirmando a autenticidade dos vazamentos de 2022 e 2013 e esclarecendo o mistério em torno do álbum. O lançamento no Bandcamp descreveu o álbum como uma “carta de aposentadoria” que foi gravada em meados de 1993. O único músico na maior parte do álbum foi Menuck, com pequenas contribuições de baixo de Pezzente e dois músicos convidados, Dano Leblanc no violão e o então parceiro de Menuck (creditado como “D.C.”) nos vocais em "$13.13". Todos os lucros das vendas serão doados para a campanha dos Canadenses pela Justiça e Paz no Oriente Médio para fornecer oxigênio médico para a Faixa de Gaza.

Menuck foi entrevistado em um podcast do Kreative Kontrol e afirmou que, embora não se arrependa do relançamento, o álbum "não é Godspeed":
"Não sinto que a fita cassete tenha sido um erro, não me sinto envergonhado por ela [...] Se eu fosse mais jovem do que sou [...], eu a teria colocado no SoundCloud. [...] Não estou confuso com nada disso, sabe? É só [que] você levantou outro ponto, que é o fato de não ser Godspeed, e parece desrespeitoso com meus amigos com quem toco música há quase 30 anos apresentar essa coisa que era só eu e uma sala minúscula, sabe?"

## Faixas

### Lançamento em cassete
O lançamento original de 1994 consistia em 27 faixas divididas em dois lados de um cassete.
| Lado A |                                               |         |  |
| N.º    | Título                                        | Duração |  |
| 1.     | "Drifting Into Open"                          |         |  |
| 2.     | "Shot Thru Tubes"                             |         |  |
| 3.     | "Threethreethree"                             |         |  |
| 4.     | "When All the Furnaces Exploded"              |         |  |
| 5.     | "Beep"                                        |         |  |
| 6.     | "Hush"                                        |         |  |
| 7.     | "Son of a Diplomat, Daughter of a Politician" |         |  |
| 8.     | "Glencairn 14"                                |         |  |
| 9.     | "$13.13"                                      |         |  |
| 10.    | "Loose the Idiot Dogs"                        |         |  |
| 11.    | "Diminishing Shine"                           |         |  |
| 12.    | "Random Luvly Moncton Blue(s)"                |         |  |
| 13.    | "Dadmomdaddy"                                 |         |  |

| Lado B |                                                          |         |  |
| N.º    | Título                                                   | Duração |  |
| 14.    | "333 Frames Per Second"                                  |         |  |
| 15.    | "Revisionist Alternatif Wounds to the Hairkut Hit Head"  |         |  |
| 16.    | "Ditty for Moya"                                         |         |  |
| 17.    | "Buried Ton"                                             |         |  |
| 18.    | "And the Hairy Guts Shine"                               |         |  |
| 19.    | "Hoarding"                                               |         |  |
| 20.    | "Deterior 23"                                            |         |  |
| 21.    | "All Angels Gone"                                        |         |  |
| 22.    | "Deterior 17"                                            |         |  |
| 23.    | "Deterior Three"                                         |         |  |
| 24.    | "Devil's in the Church"                                  |         |  |
| 25.    | "No Job"                                                 |         |  |
| 26.    | "Dress Like Shit"                                        |         |  |
| 27.    | "Perfumed Pink Corpses from the Lips of Ms. Celine Dion" |         |  |

### Lançamento digital
O lançamento digital de 2022 através do Bandcamp consistiu em 4 faixas, cada uma composta por metade de um dos lados da fita cassete original.
| N.º            | Título         | Duração |  |
| 1.             | "Side A1"      | 17:23   |  |
| 2.             | "Side A2"      | 17:45   |  |
| 3.             | "Side B1"      | 17:51   |  |
| 4.             | "Side B2"      | 16:35   |  |
| Duração total: | Duração total: | 69:34   |  |

## Pessoal
- Efrim Menuck – vocais, todos os instrumentos;
- Mauro Pezzente – baixo;
- "D.C." (parceiro de Efrim na época)[20] – vocais em "$13.13";
- Dano Leblanc – violão, "hash retroativo".